# Кирвал
Кирвал (фр. Curvalle) насеље је и општина у јужној Француској у региону Миди Пирене, у департману Тарн која припада префектури Алби.
По подацима из 2011. године у општини је живело 433 становника, а густина насељености је износила 11,21 становника/km². Општина се простире на површини од 38,63 km². Налази се на средњој надморској висини од 219 метара (максималној 696 m, а минималној 206 m).

## Демографија
| 1962. | 1968. | 1975. | 1982. | 1990. | 1999. | 2011. |
| ----- | ----- | ----- | ----- | ----- | ----- | ----- |
| 911   | 969   | 773   | 707   | 526   | 494   | 433   |

График промене броја становника у току последњих година